# Пристанище Свищов
Пристанище Свищов е пристанище на река Дунав, част от пристанищен комплекс Русе.
На пристанището се товарят руда, въглища и чугун.

## История
Първата отвесна кейова стена на пристанището е построена през 1878 г. През 1907 г. са извършени проучвания, а през 1908 г. е проведен търг за строежа на пристанището. От 1908 до 1913 г. са изградени основните кейови стени.
Пристанището е реконструирано и модернизирано през 1960-те години, доставени са товарни кранове и е удължена кейовата стена.
През пристанището в миналото се изнасят зърнени храни, памук и сол.